# Метод контрольних запитань
Метод контрольних запитань — один з методів інженерного творення. Його суть полягає у використанні при пошуку розв'язань творчих завдань списку спеціально підготовлених запитань. Цей метод можна застосовувати в комбінації з методом мозкового штурму для генерування ідей, формулювання відповідей. У практиці набули поширення універсальні опитувальники, складені Л. Осборном, Д. Пірсоном, Д. Поя та ін. Їх досить багато, але по своїй суті вони є своєрідними шпаргалками для винахідників.